# Vujadin Popović
Vujadin Popović (14. mart 1957, Popovići, SFRJ) bivši je oficir Vojske Republike Srpske tokom rata u Bosni i Hercegovini u vrijeme raspada Jugoslavije. Bio je potpukovnik i načelnik bezbednosti Drinskog korpusa Vojske Republike Srpske.
Međunarodni sud za ratne zločine počinjene na području bivše Jugoslavije podigao je 26. marta 2002, optužnicu protiv njega povodom njegove povezanosti sa masakrom u Srebrenici. Dobrovoljno se predao i transportovan je u Hag 14. aprila 2005. Četiri dana kasnije, pojavio se pred sudskim većem i izjasnio se da "nije kriv". Sud je 10. juna 2010. doneo presudu prema kojoj je on bio prisutan sa Vojskom Republike Srpske u Potočarima 12. jula i da je bio uključen u organizaciju masakra izvršenog na području Zvornika. Prema presudi, učestvovao je u združenom zločinačkom poduhvatu ubijanja bošnjačkih muškaraca Srebrenice te da je delovao sa namjerom progona. Proglašen je krivim za genocid, istrebljenje, ubistvo i progon i osuđen na doživotnu zatvorsku kaznu. Vujadina Popovića je Žalbeno veće MKSJ osudilo na doživotni zatvor čime je potvrđena prvostepena kazna.